# Зайсан (аеропорт)
Аеропо́рт «Зайса́н» — аеропорт міста Зайсан у Казахстані. Знаходиться за 1 км на північ від міста.
Летовище 3 класу, здатне приймати повітряні судна Ан-24, Ан-26, Як-40 та інші більш легкі, а також вертольоти всіх типів.

## Авіалінії та напрямки
| Авіалінії | Сполучення         |
| --------- | ------------------ |
| СКАТ      | Усть-Каменогорськ. |